# Sägefolie

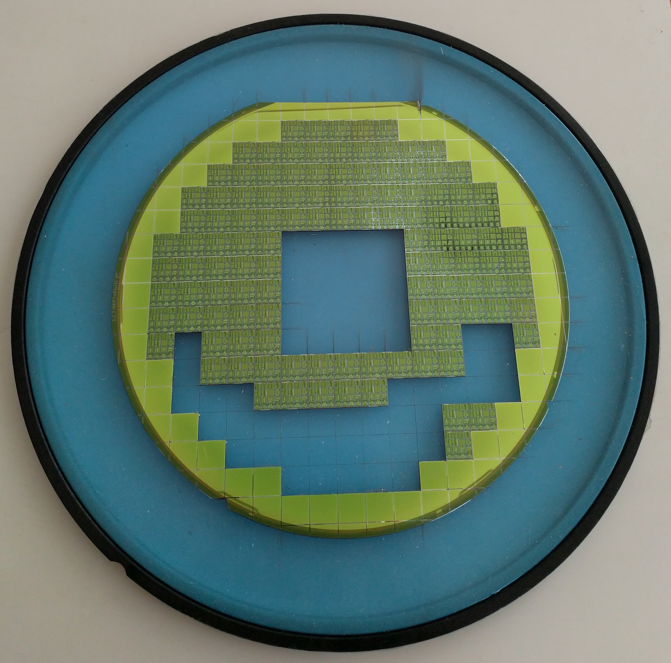
Ein Halbleiter-Wafer auf einer Sägefolie (blau). Einige wenige Chips (Dies) auf dem Wafer wurden bereits für die weitere Fertigung entnommen.

Sägefolie ist eine Haftklebeträgerfolie, die beim Sägen von Wafern oder anderen mikroelektronischen Substraten verwendet wird, d. h. beim Zerschneiden von Halbleiter- oder anderen Materialstücken nach der Mikrofertigung von Wafern oder Modulen. Das Klebeband hält die Teile des Substrats, im Falle eines Wafers als Die bezeichnet, während des Schneidevorgangs zusammen und befestigt sie an einem dünnen Metallrahmen. Die Dies/Substratstücke werden später im Elektronikfertigungsprozess von der Sägefolie entfernt. Dazu wird das Klebeband oft auseinandergezogen, wodurch sich der Abstand zwischen den gesägten Stücken vergrößert und dadurch das Risiko durch mechanische Beschädigung gesenkt wird.

## Folientypen
Die Sägefolie kann aus PVC, Polyolefin oder Polyethylen bestehen und mit einem Klebstoff versehen sein, der den Wafer oder das Substrat an Ort und Stelle hält. In einigen Fällen ist die Sägefolie mit einer Trennfolie versehen, die vor dem Anbringen der Folie auf der Waferrückseite entfernt wird. Es ist in verschiedenen Dicken von 75 bis 150 Mikrometern und mit unterschiedlichen Klebestärken erhältlich, die für verschiedene Wafer-/Substratgrößen und -materialien geeignet sind.
- UV-Klebebänder sind Sägefolien, bei denen die Klebeverbindung durch Bestrahlung mit UV-Licht nach dem Sägen aufgebrochen wird, sodass der Klebstoff beim Sägen fester wird und sich dennoch sauber und leicht entfernen lässt.[2] Die UV-Ausrüstung kann von geringer Leistung (einige mW/cm²), die jedoch aufgrund der niedrigeren Temperatur der emittierenden Lampen sicherer ist, bis zu hoher Leistung (mehr als 200 mW/cm²) reichen. Eine höhere Leistung führt zu einer vollständigeren Aushärtung, geringerer Haftung und weniger Klebstoffrückständen.
- Thermisch ablösbare Klebebänder (in der Regel aus PET-Material) wurden für spezielle Fälle entwickelt, in denen ein Ätzen oder Bedrucken des Materials nach dem Anbringen des Bandes erforderlich ist. Diese Klebebänder können bei Bedarf auch schwere Substrate wie Keramiksubstrate oder Leiterplatten (PCBs/PWBs) verarbeiten. Ihre Haftung verschwindet, wenn Wärme (typischerweise 90–170 °C) angewendet wird.
- Im August 2017 begann Furukawa Electric mit der Massenproduktion von Expand-Separation-Dicing-Tape, um nach dem Stealth-Dicing-Prozess[3] eine höherwertige Trennung der Dies zu ermöglichen. Diese neue Version der Sägefolie ermöglicht eine gleichmäßige Ausdehnung der Chips ohne äußere Dehnung und trennt die gesägten Wafer in einem nahezu perfekten Zustand.[4]
- Im Januar 2022 stellte AE Advanced Engineering zwei automatische UV-Aushärtungssysteme (8" und 12") vor, die u. a. die UV-härtenden Sägefolien von Furukawa Electric für die Massenproduktion aufnehmen können.